# Zdenko Vinski
Zdenko Vinski (Zagreb, 3. svibnja 1913. – Zagreb, 13. listopada 1996.), hrvatski arheolog.
Studirao je u Beču, a radio u Arheološkom muzeju u Zagrebu. Predavao je ranosrednjevjekovnu arheologiju na sveučilištima u Zagrebu i Ljubljani, te vodio iskapanja u Mrsunjskom Lugu pokraj Slavonskog Broda, Lijevoj Bari u Vukovaru i dr. Bavio se ranosrednjevjekovnom i prapovijesnom arheologijom, posebice razdobljem seobe naroda. 